# 雪祈
雪祈（ゆき、前芸名伊吹 ゆきな（いぶき ゆきな）、1990年12月9日 - ）は、茨城県出身の日本のグラビアアイドル。バンビプロモーションに所属。
一時、活動を休止していたが、自身のブログ『グラビアアイドル雪祈のブログ―まっしろな愛のかけら―』でグラビアアイドルとして復活を宣言した。DMMライブチャットでのハンドルネームは、「着エロ＠雪祈」。

## 人物
- 趣味はグラビア、着エロ研究。
- ブログの一言メッセージにはAV進出を仄めかしていたが、東日本大震災を機にブログの更新を停止、また事務所HPから名義が抹消した。

## 略歴
- 高校2年の17歳の時からグラビア活動をしている。
- 2008年2月25日にDVD『LOVE GIRLS MIX 伊吹ゆきな 「UNCONTROL」/伊吹ゆきな』でデビュー。

## 作品

### イメージビデオ
- 伊吹ゆきな名義
  - T-backアイドル vol.02 [Blu-ray]
  - THE EXCITING TEENS DX VOL.4（ジーウォーク）
  - LOVE GIRLS MIX 伊吹ゆきな 「UNCONTROL」/伊吹ゆきな（2008年2月25日、ビデオメーカー）
  - Noah 43/伊吹ゆきな（2008年4月25日、トライアングルフォース）
  - どきどきスクール vol.12/伊吹ゆきな（2008年6月5日、テクニカルスタッフ）
  - FANTASTC ARRAIVAL vol.7 「未収録&ベストショット編（2008年7月18日）
- 雪祈名義
  - 私の中にもう一人の私がいる（2010年5月13日、グラマラスキャンディ）
  - もっとみたいひといますか? グラビアアイドル雪祈（2010年6月29日、オルスタックピクチャーズ）
  - 目覚める少女 雪祈 （2010年8月16日、LIMITED FREAK・VOC）
  - PREMIO（2010年9月20日、swap）
  - アイパン/雪祈（2011年1月21日、サムバディ）
  - 美少女パイパン倶楽部 雪祈（2011年3月25日、I.B.WORKS）
  - 美少女パイパン倶楽部 Collection HD [Blu-ray]（2011年10月7日、I.B.WORKS）

### 写真集
- 「リセ」伊吹ゆきな写真集（2008年7月16日、光画舎）

### テレビ出演
- グラドルAV鑑賞記 #23（2011年3月）つくばテレビ

### ニコニコ 生放送
- 雪祈19@チャイナ／Y字バランス＆プリケツ（2010年10月26日）
- 雪祈19@網タイ（2010年11月1日）
- テロリスト雪祈の・・・・ （2010年11月2日、ニコニコ生放送）
- 着エログラビアアイドル雪祈（2010年11月4日）
- 雪祈19歳@スク水＿ラスト枠 ファイナル（2010年11月8日）
- 雪祈19@黒ニーハイファイナル（2010年11月8日）
- 雪祈からのメリークリスマス（2010年11月22日）
- 雪祈さま召還（2010年11月22日）
- 雪祈とソファカバー（2010年11月22日）
- 雪祈からのメリークリスマス（2010年11月22日）
- 雪祈からのハンドパワー（2010年11月22日）
- 雪祈19@アリスコスプレ（2010年11月25日）
- メンヘラ露出狂着エログラビアアイドル雪祈（2010年11月26日）

### モバイル 動画
- 悩殺ガールズEX（2010年4月）
- 姫JOB（2010年4月）
- リアル満足DX（2010年5月）
- アイドルがイッパイ（2010年5月）
- シノヤマネット（2010年5月）
- 限界!もぎたて娘（2010年6月）
- 艶☆もぎたて出版（2010年6月）
- リアル☆グラビア完全版!!（2010年7月）
- 男の願望（2010年7月）
- 誘惑お姉さん・セクシーイメギャル（2010年7月）
- image.tv（2010年8月）

### ネット媒体
- 婚活サイト「ピュアアイ」

### ラウンドガール
- 地下格闘技 クランチ 第七戦 （2010年10月10日）

### 撮影会
- フレッシュ撮影会
- 秋葉原撮影会「アキスタ」
- レディーフラッシュ
- 秋葉原アラジン
- NEWSPROMOTION

### イベント
- 雪祈『PREMIO』DVD発売記念イベント（2011年9月26日、ソフマップ）